# Раубо, Збигнев
Збигнев Раубо (пол. Zbigniew Raubo; род. 10 февраля 1957, Слемень) — польский боксёр, представитель наилегчайших весовых категорий. Выступал за сборную Польши по боксу в период 1976—1986 годов, победитель и призёр многих турниров международного значения, четырёхкратный чемпион национального первенства. Также известен как тренер по боксу.

## Биография
Збигнев Раубо родился 10 февраля 1957 года в гмине Слемень Силезского воеводства, Польша.
Впервые заявил о себе на взрослом уровне в сезоне 1976 года, когда стал бронзовым призёром чемпионата Польши в зачёте первой наилегчайшей весовой категории. Год спустя получил на аналогичных соревнованиях серебряную медаль.
В 1978 году вошёл в основной состав польской национальной сборной и побывал на чемпионате мира в Белграде, где уже в 1/8 финала был остановлен болгарином Георгием Георгиевым.
Впоследствии поднялся в наилегчайший вес и четырежды побеждал на чемпионатах Польши. В 1983 году представлял страну на чемпионате Европы в Варне, но попасть здесь в число призёров не смог, уже в четвертьфинальном бою со счётом 0:5 проиграл советскому боксёру Рашиду Кабирову.
Должен был принимать участие в летних Олимпийских играх 1984 года в Лос-Анджелесе, однако Польша вместе с несколькими другими странами социалистического лагеря бойкотировала эти соревнования по политическим причинам. Вместо этого Раубо выступил на альтернативном турнире «Дружба-84», где завоевал серебряную медаль, уступив в финале титулованному кубинцу Педро Рейесу.
После завершения спортивной карьеры занялся тренерской деятельностью, работал в варшавском боксёрском клубе «Гвардия», неоднократно приглашался на разные должности в национальной сборной Польши, тренировал профессиональных боксёров к компании Knock-Out Promotions. В разное время его подопечными были такие известные боксёры как Пшемыслав Салета, Мацей Зеган, Кшиштоф Влодарчик. Принимал участие в подготовке бойца ММА Кшиштофа Йотко.